# Igor Ćutuk
Igor Ćutuk (* 16. Juli 1976 in Osijek, Kroatien) ist ein kroatischer Journalist und zertifizierter Experte für Öffentlichkeitsarbeit. Neben einer erfolgreichen Karriere als Radiojournalist setzt er sich mit seinen Tätigkeiten und wissenschaftlichen Arbeiten dafür ein, das Niveau der Unternehmenskommunikation in Kroatien zu erhöhen. Davon zeugt auch das 2011 veröffentlichte Sprachhandbuch von Coca-Cola HBC Kroatien, woran er als einer der Autoren beteiligt war. Seit Mitte Juli 2015 ist er der Pressesprecher und Leiter der Kommunikationsabteilung des Kroatischen Rundfunks.

## Leben
Igor Ćutuk studierte Journalismus an der Fachhochschule Vern in Zagreb und erlangte von der Abteilung für Tourismus und Kommunikationswissenschaften der Universität Zadar einen Master-Abschluss in Journalismus und Öffentlichkeitsarbeit. Er begann seine Arbeit in der Medienwelt 1996 als Radiosprecher, Journalist und Moderator beim Stadtradio Osijek (kroatisch: Gradski radio Osijek). Von 1998 bis 2004 an war er als akkreditierter Korrespondent für das amerikanische Radio Free Europe tätig und berichtete auch für andere Medien. Außerdem erhielt er Medientraining beim amerikanischen National Public Radio in Washington und Boston. Im Laufe der Jahre sammelte er viel Erfahrung in der Kommunikation und Öffentlichkeitsarbeit, hauptsächlich bei Coca-Cola HBC Kroatien, wo er von 2008 bis 2015 tätig war. Hier war er zwischen Oktober 2008 und September 2011 zusammen mit den externen Mitarbeitern Lana Hudeček und Maja Matković Teil des Unternehmenskommunikation Projekts zur Entwicklung des Sprachhandbuchs von Coca-Cola HBC Kroatien. Außer der Auswahl von lexikalischen und anderen Elementen des Handbuchs, involvierte die Arbeit eine Reihe von Unterprojekten, deren Ziel die Einführung einer einheitlichen und standardisierten Kommunikation war, unter anderem auch auf der sprachlichen Ebene. Bei Coca-Cola HBC Kroatien war er von 2011 bis 2015 der Leiter der Abteilung für Öffentlichkeitsarbeit und verantwortlich für die externe Kommunikation, Medienarbeit sowie sozial-verantwortliche Projekte und Praktiken im Einklang mit den strategischen Leitlinien der Coca-Cola Hellenic Gruppe. 2018 wurde er zertifizierter PR-Spezialist.
Als Master des Journalismus und der Öffentlichkeitsarbeit ist er insbesondere an sprachlichen Themen im Bereich der Unternehmenskommunikation interessiert. In den kroatischen Zeitschriften Medijska istraživanja, Communications Management Review, Jezik und Liburna hat er als Autor oder Co-Autor mehrere wissenschaftliche Arbeiten veröffentlicht.
Zwischen 2009 und 2015 war er Mitglied des Vorstands des kroatischen Wirtschaftsrates für nachhaltige Entwicklung. Seit Januar 2015 ist er Mitglied des Vorstands des Kroatischen Verbands für Öffentlichkeitsarbeit (kroatisch: Hrvatska udruga za odnose s javnošću),  und seit 15. Juli des gleichen Jahres ist er der Pressesprecher und Leiter der Kommunikationsabteilung des Kroatischen Rundfunks.

## Bibliografie
- Hudeček, Lana; Matković, Maja; Ćutuk, Igor: Jezični priručnik Coca-Cole HBC Hrvatska, Zagreb: Coca-Cola HBC Hrvatska, 20111,[2] 20122 ISBN 978-953-55515-2-2 (Elektronische Ausgaben: www.hrpsor.hr and www.prirucnik.hr)
- Ćutuk, Igor: »Promicanje hrvatskoga jezika u Coca-Coli HBC Hrvatska«, in: Jezik 2012, 59/3, S. 109–112.[8]
- Ćutuk, Igor; Hudeček, Lana: »Normiranje naziva u poslovnome jeziku«, in: Međunarodni znanstveni časopis za kulturu, turizam i komuniciranje Liburna, 1 (2012), 1; 60–73.[9]
- Hudeček, Lana; Ćutuk, Igor: »Jezik poslovnih časopisa«, in: Rišner, Vlasta (ur.): Jezik medija nekada i sada. Zbornik radova sa znanstvenoga skupa održanoga 6. i 7. lipnja 2014. godine na Filozofskom fakultetu u Osijeku, Zagreb/Osijek: Hrvatska sveučilišna naklada d.o.o./Filozofski fakultet u Osijeku, 2016, S. 198–216.[10]
- Ćutuk, Igor: »Victor Pickard. America’s Battle for Media Democracy – The Triumph of Corporate  Libertarianism and the Future of Media Reform«, Cambridge University Press, 2014 (1. Ed.), S. 259. Medijska istraživanja  21/2 (2015), S. 155–159.[11]

## Auszeichnungen und Ehrungen
- 1999 – Junger Autor des Jahres (vom Stadtradio Osijek)[12]
- 2012 – Dr. Ivan-Šreter-Preis für die Förderung der kroatischen Sprache in der Unternehmenskommunikation (für das Jahr 2011)[12][13][14]